# Koen Casteels
Koen Casteels, né le 25 juin 1992 à Bonheiden en Belgique, est un footballeur international belge qui joue au poste de gardien de but à Al-Qadsiah FC, en Arabie saoudite.

## Biographie

### En club
En juillet 2011, lors du mercato estival, il quitte le KRC Genk pour rejoindre le 1899 Hoffenheim pour un montant de 780 000 €.
À la suite d'une blessure aux adducteurs du gardien titulaire et capitaine de l'équipe Tim Wiese, Casteels débute en Bundesliga le 23 septembre 2012 contre le club de Hanovre 96, Hoffenheim s'impose sur le score de 3 buts à 1. En novembre 2012, Casteels profite une nouvelle fois d'une blessure de Tim Wiese pour garder la cage du club allemand face au Bayer Leverkusen, puis il dispute tous les matchs jusqu’à la trêve hivernale en décembre.
Lors des matchs contre le Bayer Leverkusen et contre Nuremberg, Casteels porte un masque spécialement conçu qui lui protège le visage, à la suite d'une fracture du nez survenue lors d'un entraînement. Il perd sa place de titulaire au profit de Gomes prêté par Tottenham lors du mercato hivernal, Casteels le remplace à la suite d'une fracture du gardien brésilien survenue lors du match opposant le 1899 Hoffenheim contre le Fortuna Düsseldorf.
En janvier 2015, Il est prêté au Werder Brême par le VfL Wolfsburg. À partir du 19 avril, il s'impose en tant que gardien titulaire du club reléguant Wolf sur le banc.
Il est rapatrié par le VfL Wolfsburg à l'été 2015 et remporte la Supercoupe le 1er août.
Après neuf ans passés en Allemagne, Koen Casteels décide lors du mercato estival 2024 de s'engager pour trois ans avec le club saoudien d'Al-Qadsiah.

### En sélections nationales

#### Avec les sélections jeunes
Koen Casteels est appelé chez les espoirs en novembre 2011 pour disputer des matchs éliminatoires pour l'Euro 2013. Il honore sa première sélection contre la Norvège, les deux équipes se séparant sur un match nul (2-2).

#### Avec l'équipe première
Il est sélectionné en équipe A pour la première fois en août 2013, dans le cadre d'un match amical contre la France, en tant que troisième gardien. Il remplace ainsi Jean-François Gillet, qui purge une longue suspension à la suite d'une non-dénonciation présumée dans une affaire de matches truqués.

##### Coupe du monde 2018
Il dispute sa première grande compétition internationale, sans toutefois rentrer en jeu, lors de la Coupe du monde 2018. Les Belges sont vaincus par l'équipe de France en demi-finale (1-0) mais terminent à la troisième place grâce à leur victoire sur l'Angleterre (2-0).

##### Coupe du monde 2022
Le 10 novembre 2022, il est sélectionné par Roberto Martínez pour participer à la Coupe du monde 2022.

#### Euro 2024
Le 28 mai 2024, il est retenu parmi les 25 joueurs belges convoqués par Domenico Tedesco pour participer à l'Euro 2024. 

#### Fin de carrière internationale
Vexé par le rappel très probable de Thibaut Courtois, qui figure déjà dans la pré-selection du nouveau sélectionneur, Rudi Garcia, qui n'a pas caché sa volonté d'en refaire son gardien titulaire, Koen Casteels annonce le 9 mars 2025 qu'il renonce à l'équipe nationale.

## Statistiques

### En club
| Saison                | Club                  | Championnat           | Championnat | Championnat | Championnat | Coupe(s) nationale(s) | Coupe(s) nationale(s) | Coupe(s) nationale(s) | Supercoupe | Supercoupe | Supercoupe | Compétition(s) continentale(s) | Compétition(s) continentale(s) | Compétition(s) continentale(s) | Compétition(s) continentale(s) | Autres compétitions | Autres compétitions | Autres compétitions | Autres compétitions | Total | Total | Total |
| Saison                | Club                  | Division              | M.          | B.          | P.d.        | M.                    | B.                    | P.d.                  | M.         | B.         | P.d.       | Comp.                          | M.                             | B.                             | P.d.                           | Comp.               | M.                  | B.                  | P.d.                | M.    | B.    | P.d.  |
| 2012-2013             | TSG Hoffenheim        | Bundesliga            | 16          | 0           | 0           | -                     | -                     | -                     | -          | -          | -          | -                              | -                              | -                              | -                              | PO                  | 2                   | 0                   | 0                   | 18    | 0     | 0     |
| 2013-2014             | TSG Hoffenheim        | Bundesliga            | 23          | 0           | 0           | 2                     | 0                     | 0                     | -          | -          | -          | -                              | -                              | -                              | -                              | -                   | -                   | -                   | -                   | 25    | 0     | 0     |
| Sous-total            | Sous-total            | Sous-total            | 39          | 0           | 0           | 2                     | 0                     | 0                     | -          | -          | -          | -                              | -                              | -                              | -                              | -                   | 2                   | 0                   | 0                   | 43    | 0     | 0     |
| 2014-2015             | Werder Brême (prêt)   | Bundesliga            | 6           | 0           | 0           | 1                     | 0                     | 0                     | -          | -          | -          | -                              | -                              | -                              | -                              | -                   | -                   | -                   | -                   | 7     | 0     | 0     |
| 2015-2016             | VfL Wolfsburg         | Bundesliga            | 13          | 0           | 0           | 1                     | 0                     | 0                     | 1          | 0          | 0          | C1                             | 2                              | 0                              | 0                              | -                   | -                   | -                   | -                   | 17    | 0     | 0     |
| 2016-2017             | VfL Wolfsburg         | Bundesliga            | 20          | 0           | 0           | 2                     | 0                     | 0                     | -          | -          | -          | -                              | -                              | -                              | -                              | PO                  | 2                   | 0                   | 0                   | 24    | 0     | 0     |
| 2017-2018             | VfL Wolfsburg         | Bundesliga            | 34          | 0           | 0           | 3                     | 0                     | 0                     | -          | -          | -          | -                              | -                              | -                              | -                              | PO                  | 2                   | 0                   | 0                   | 39    | 0     | 0     |
| 2018-2019             | VfL Wolfsburg         | Bundesliga            | 26          | 0           | 0           | 3                     | 0                     | 0                     | -          | -          | -          | -                              | -                              | -                              | -                              | -                   | -                   | -                   | -                   | 29    | 0     | 0     |
| 2019-2020             | VfL Wolfsburg         | Bundesliga            | 26          | 0           | 0           | 1                     | 0                     | 0                     | -          | -          | -          | C3                             | 5                              | 0                              | 0                              | -                   | -                   | -                   | -                   | 32    | 0     | 0     |
| 2020-2021             | VfL Wolfsburg         | Bundesliga            | 32          | 0           | 0           | 3                     | 0                     | 0                     | -          | -          | -          | C3                             | 2                              | 0                              | 0                              | -                   | -                   | -                   | -                   | 37    | 0     | 0     |
| 2021-2022             | VfL Wolfsburg         | Bundesliga            | 28          | 0           | 0           | 1                     | 0                     | 0                     | -          | -          | -          | C1                             | 5                              | 0                              | 0                              | -                   | -                   | -                   | -                   | 34    | 0     | 0     |
| 2022-2023             | VfL Wolfsburg         | Bundesliga            | 34          | 0           | 1           | 2                     | 0                     | 0                     | -          | -          | -          | -                              | -                              | -                              | -                              | -                   | -                   | -                   | -                   | 36    | 0     | 1     |
| 2023-2024             | VfL Wolfsburg         | Bundesliga            | 25          | 0           | 0           | 2                     | 0                     | 0                     | -          | -          | -          | -                              | -                              | -                              | -                              | -                   | -                   | -                   | -                   | 27    | 0     | 0     |
| Sous-total            | Sous-total            | Sous-total            | 238         | 0           | 1           | 18                    | 0                     | 0                     | 1          | 0          | 0          | -                              | 14                             | 0                              | 0                              | -                   | 4                   | 0                   | 0                   | 275   | 0     | 1     |
| 2024-2025             | Al-Qadsiah FC         | Saudi Pro League      | 33          | 0           | 0           | 4                     | 0                     | 0                     | -          | -          | -          | -                              | -                              | -                              | -                              | -                   | -                   | -                   | -                   | 37    | 0     | 0     |
| Total sur la carrière | Total sur la carrière | Total sur la carrière | 316         | 0           | 1           | 25                    | 0                     | 0                     | 1          | 0          | 0          | -                              | 14                             | 0                              | 0                              | -                   | 6                   | 0                   | 0                   | 362   | 0     | 1     |

### En sélections nationales
| Saison                | Sélection             | Phases finales         | Phases finales | Phases finales | Éliminatoires CDM | Éliminatoires CDM | Éliminatoires EURO | Éliminatoires EURO | Ligue des Nations | Ligue des Nations | Matchs amicaux | Matchs amicaux | Total | Total |
| Saison                | Sélection             | Compétition            | M              | B              | M                 | B                 | M                  | B                  | M                 | B                 | M              | B              | M     | B     |
| --------------------- | --------------------- | ---------------------- | -------------- | -------------- | ----------------- | ----------------- | ------------------ | ------------------ | ----------------- | ----------------- | -------------- | -------------- | ----- | ----- |
| 2020-2021             | Belgique              | -                      | -              | -              | -                 | -                 | -                  | -                  | 1                 | 0                 | -              | -              | 1     | 0     |
| 2021-2022             | Belgique              | Ligue des nations 2021 | 0              | 0              | 2                 | 0                 | -                  | -                  | -                 | -                 | -              | -              | 2     | 0     |
| 2022-2023             | Belgique              | Coupe du monde 2022    | 0              | 0              | -                 | -                 | -                  | -                  | 1                 | 0                 | 1              | 0              | 2     | 0     |
| 2023-2024             | Belgique              | Euro 2024              | 4              | 0              | -                 | -                 | 3                  | 0                  | -                 | -                 | 2              | 0              | 9     | 0     |
| 2024-2025             | Belgique              | -                      | -              | -              | -                 | -                 | -                  | -                  | 6                 | 0                 | -              | -              | 6     | 0     |
| Total sur la carrière | Total sur la carrière | Total sur la carrière  | 4              | 0              | 2                 | 0                 | 3                  | 0                  | 8                 | 0                 | 3              | 0              | 20    | 0     |

### Matchs internationaux
| Matchs internationaux de Koen Casteels | Matchs internationaux de Koen Casteels | Matchs internationaux de Koen Casteels            | Matchs internationaux de Koen Casteels | Matchs internationaux de Koen Casteels | Matchs internationaux de Koen Casteels  | Matchs internationaux de Koen Casteels | Matchs internationaux de Koen Casteels                         |
| #                                      | Date                                   | Lieu                                              | Adversaire                             | Résultat                               | Compétition                             | Club                                   | Notes                                                          |
| -------------------------------------- | -------------------------------------- | ------------------------------------------------- | -------------------------------------- | -------------------------------------- | --------------------------------------- | -------------------------------------- | -------------------------------------------------------------- |
| 1                                      | 8 septembre 2020                       | Stade Roi Baudouin, Bruxelles, Belgique           | Islande                                | V 5 - 1                                | Ligue des nations 2020-2021             | VfL Wolfsburg                          | Titulaire, remplacé par Simon Mignolet à la 56e minute de jeu. |
| 2                                      | 8 septembre 2021                       | Ak Bars Arena, Kazan, Russie                      | Biélorussie                            | V 1 - 0                                | Éliminatoires de la Coupe du monde 2022 | VfL Wolfsburg                          | Titulaire.                                                     |
| 3                                      | 16 novembre 2021                       | Cardiff City Stadium, Cardiff, Pays de Galles     | Pays de Galles                         | N 1 - 1                                | Éliminatoires de la Coupe du monde 2022 | VfL Wolfsburg                          | Titulaire.                                                     |
| 4                                      | 11 juin 2022                           | Cardiff City Stadium, Cardiff, Pays de Galles     | Pays de Galles                         | N 1 - 1                                | Ligue des nations 2022-2023             | VfL Wolfsburg                          | Titulaire.                                                     |
| 5                                      | 28 mars 2023                           | RheinEnergieStadion, Cologne, Allemagne           | Allemagne                              | V 3 - 2                                | Match amical                            | VfL Wolfsburg                          | Titulaire.                                                     |
| 6                                      | 9 septembre 2023                       | Dalga Arena, Bakou, Azerbaïdjan                   | Azerbaïdjan                            | V 1 - 0                                | Éliminatoires de l'Euro 2024            | VfL Wolfsburg                          | Titulaire.                                                     |
| 7                                      | 12 septembre 2023                      | Stade Roi Baudouin, Bruxelles, Belgique           | Estonie                                | V 5 - 0                                | Éliminatoires de l'Euro 2024            | VfL Wolfsburg                          | Titulaire.                                                     |
| 8                                      | 19 novembre 2023                       | Stade Roi Baudouin, Bruxelles, Belgique           | Azerbaïdjan                            | V 5 - 0                                | Éliminatoires de l'Euro 2024            | VfL Wolfsburg                          | Titulaire.                                                     |
| 9                                      | 5 juin 2024                            | Stade Roi Baudouin, Bruxelles, Belgique           | Monténégro                             | V 2 - 0                                | Match amical                            | VfL Wolfsburg                          | Titulaire.                                                     |
| 10                                     | 8 juin 2024                            | Stade Roi Baudouin, Bruxelles, Belgique           | Luxembourg                             | V 3 - 0                                | Match amical                            | VfL Wolfsburg                          | Titulaire.                                                     |
| 11                                     | 17 juin 2024                           | Frankfurt Arena, Francfort, Allemagne             | Slovaquie                              | D 0 - 1                                | Euro 2024                               | VfL Wolfsburg                          | Titulaire.                                                     |
| 12                                     | 22 juin 2024                           | Stade de Cologne, Cologne, Allemagne              | Roumanie                               | V 2 - 0                                | Euro 2024                               | VfL Wolfsburg                          | Titulaire.                                                     |
| 13                                     | 26 juin 2024                           | Stuttgart Arena, Stuttgart, Allemagne             | Ukraine                                | N 0 - 0                                | Euro 2024                               | VfL Wolfsburg                          | Titulaire.                                                     |
| 14                                     | 1er juillet 2024                       | Düsseldorf Arena, Düsseldorf, Allemagne           | France                                 | D 0 - 1                                | Euro 2024                               | VfL Wolfsburg                          | Titulaire.                                                     |
| 15                                     | 6 septembre 2024                       | Nagyerdei Stadion, Debrecen, Hongrie              | Israël                                 | V 3 - 1                                | Ligue des nations 2024-2025             | Al-Qadsiah FC                          | Titulaire.                                                     |
| 16                                     | 9 septembre 2024                       | Parc Olympique lyonnais, Décines-Charpieu, France | France                                 | D 0 - 2                                | Ligue des nations 2024-2025             | Al-Qadsiah FC                          | Titulaire.                                                     |
| 17                                     | 10 octobre 2024                        | Stade olympique, Rome, Italie                     | Italie                                 | N 2 - 2                                | Ligue des nations 2024-2025             | Al-Qadsiah FC                          | Titulaire.                                                     |
| 18                                     | 14 octobre 2024                        | Stade Roi Baudouin, Bruxelles, Belgique           | France                                 | D 1 - 2                                | Ligue des nations 2024-2025             | Al-Qadsiah FC                          | Titulaire.                                                     |
| 19                                     | 14 novembre 2024                       | Stade Roi Baudouin, Bruxelles, Belgique           | Italie                                 | D 0 - 1                                | Ligue des nations 2024-2025             | Al-Qadsiah FC                          | Titulaire.                                                     |
| 20                                     | 17 novembre 2024                       | Bozsik Aréna (en), Budapest, Hongrie              | Israël                                 | D 0 - 1                                | Ligue des nations 2024-2025             | Al-Qadsiah FC                          | Titulaire.                                                     |

## Palmarès

### En club
|  |  | KRC Genk - Championnat de Belgique (1) : - Champion : 2011. |  | VfL Wolfsburg - Supercoupe d'Allemagne (1) : - Vainqueur : 2015. |  | Al-Qadsiah FC - Coupe du Roi : - Finaliste : 2025. |

### En sélections nationales
|  |  | Belgique - Coupe du monde : - Troisième : 2018. - Ligue des nations : - Quatrième : 2021. |

### Distinctions personnelles
- Élu meilleur gardien de l'année (« Gant d'Or ») de Saudi Pro League en 2025[16].